# Pyst
Pyst — приключенческая компьютерная игра, выпущенная в октябре 1996 года. Она была создана как пародия на успешную приключенческую игру Myst. Сценарий к игре написал Питер Бергман, соучредитель театральной труппы The Firesign Theatre. Издателем выступила Parroty Interactive, в сотрудничестве с Bergman-Stallone, Inc. Mindscape занялась распространением игры с 20 августа 1997 года Пародия демонстрирует видео-вставки с участием актёра Джона Гудмана в роли «короля Мэтрусса», правителя острова Пуст. Игра была выпущена, как для персональных компьютеров с операционной системой Windows, так и для Apple Macintosh.
Parroty Interactive была подразделением Palladium Interactive, которому также принадлежали бренды Ultimate Family Tree и Palladium Kids. Parroty хотели выпустить выдержанные в стиле юмористического журнала National Lampoon «забавные компакт-диски, веб-сайты и другие формы интерактивной комедии» Pyst стала первой интерактивной игрой пародийного жанра для Parroty. Позже они выпустили игру похожего жанра, являющуюся пародией на «Звёздные войны» — Star Warped.

## Разработка
Основная концепция Pyst исходила из идеи показать, в каком состоянии окажется «остров Мист» из (самой продаваемой) игры Myst после того, как его посетили и «исследовали» четыре миллиона человек (игроков данной игры). Разработчик Pyst и комик Питер Бергман, хотел, чтобы поклонники Myst смогли увидеть знакомый им остров «в совершенно новом свете». Президент Palladium Эд Бернштейн хотел одновременно, чтобы Pyst отличалась в плане игрового процесса, чтобы избежать проблем с авторским правом издателя Myst Broderbund, поскольку новая игра была пародийным произведением. Пресс-секретарь Broderbund заметил, что команда создателей Myst с безразличием отреагировала на игру, заметив, что «Мы видели подражателей, и они обычно просто насмехаются над нашей работой». Бергман заметил, что не мог в точности воспроизвести в игре свой фирменный юмор, предназначенный для живых выступлений, и ему пришлось приспосабливаться к цифровой сфере. На сайте Firesign Theatre утверждалось, что Pyst выступала демонстрацией способности Бергмана «исследовать культуру Америки и навязчивые идеи, такие, как маниакальный монитор, отражающий абсурдность всего того, что происходит, в то же время бросая свой иконоборческий глаз, чтобы изучить недры нашего нынешнего времени и нашего бредового будущего».
Во время создания игры Бергман сотрудничал с Дэвидом Оссманом, Филом Проктором, Мелиндой Петерсон, звукорежиссёром Тедом Бонниттом и другими игроками из его шоу Radio Free Oz. Кроме того, он нанял Майка Сансонию для написания музыкального сопровождения к игре, а Тед Боннитт отвечал за создание звуковых эффектов, записанных с участием голоса Фреда Ньюмана, чтобы затем объединить их с остальными звуковыми эффектами. Результатом стало создание звукового дизайна с отчётливым комедийным характером Джон Гудман сыграл роль «Короля Мэтрусса», правителя острова Пуст. При этом Pyst приводится как характерный пример моды того времени на участие знаменитых актёров в создании цифровых фильмов и компьютерных игр Гудман и Бергман работали вместе на радио, в то время как Гудман также появлялся в сериале Proctor and Bergman Comedy Service ещё до своего участия в проекте Pyst. Игра также включает в себя оригинальную песню «I’m Pyst», исполненную Гудманом и написанную Бергмманом.

### Выпуск
Ещё до выпуска игры Бергман и Parroty Interactive держали в секрете ход разработки, Бергман признался, что для него это было странно Изначально игра планировалось к выпуску 15 октября 1996 года. Однако, выпущенная к Рождеству 1996 года, Pyst оставалась в списке бестселлеров игр CD-ROM вплоть до 1999 года. Таким образом, игра была признана очень успешной. В 1997 году вице-президент Palladium по маркетингу Роб Халлиган сказал, что Pyst оказалась «чрезвычайно успешной и через год продолжала очень хорошо продаваться». В пресс-релизе Mindscape, организованном через Business Wire, говорилось, что игра оказалась «самым продаваемым пародийным продуктом 1996 года», тираж которого составил более 200 000 экземпляров по всему миру. К игре было выпущено расширение в виде веб-сайта, который позволял игрокам дальше взаимодействовать с игрой, имея возможность «загружать обновлённые видео- и аудиоклипы и общаясь с другими поклонниками Pyst». Игра стала первым продуктом Palladium, включающим коммутируемый доступ к AT&T Internet Services. Хэл Джозефсон, исполнительный продюсер Pyst, сказал, что в то время существовало очень мало бизнес-моделей для зарабатывания денег в Интернете. В 1998 году, после приобретения Parroty компанией The Learning Company, основатель и главный исполнительный директор Palladium Эд Бернштейн подытожил, что «это был весёлый бизнес, но не очень прибыльный».

## Сюжет и игровой процесс
Остров Пуст представляет собой место, заваленное мусором. Большинство зданий в нём разрушено, а граффити выдают секретные двери и решения головоломок, которые должны были решать игроки в Myst. Pyst использует трёхмерную графику, анимированные рисунки и предварительно записанные видео и аудио.
Геймплей представляет собой упрощённую версию Myst. Игра демонстрирует виды на остров и его разные уголки с «печатью неодобрения» Бергмана. Идея игры заключается в том, что знакомые локации Myst оказались разграблены миллионами виртуальных игроков, попавших в ловушку, которые «попытались закончить с этими чёртовыми загадками», и в итоге окончательно разгромили окружающее пространство, в то время как сомнительный предприниматель построил «схему заработка Дориана Грея». Тем не менее, в отличие от Myst, Pyst не предлагает каких-либо головоломок. Игрок просто изучает пространство, а затем свободно передвигается по другим уголкам острова.
В игре отсутствует интерфейс типа «укажи и щёлкни», в стиле Myst. Вместо этого игроку показывают серию открыток, чьи изображения можно менять, используя клавиши со стрелками. Игрок перемещается по сценам, нажимая боковые клавиши со стрелками; при нажатии на верхнюю и нижнюю клавиши в каждой сцене показываются две открытки, на каждой из которых изображена специальная валюта Pyst в виде штампа, стилизованного под «5F».

## Критический приём
Игра получила смешанные отзывы. Известная инновационным подходом к игровому процессу в качестве первой пародийной игры, Pyst согласно принятому мнению не сумела в полной мере реализовать свой потенциал в качестве сатиры, затрагивающей современную культуру и актуальные вопросы. В частности, Pyst критиковали за отсутствие игрового контента, поскольку она получилась скорее интерактивной историей, нежели полноценной игрой.
Редакция Electric Playground похвалила игру за её «дерзкий настрой и непочтительность», которых нет в исходном материале. Автор «Hop on Pop: The Politics and Pleasures of Popular Culture» написал в шутку, что Pyst бросает вызов тщеславию Myst, посредством чего «нетронутый пейзаж», которым управляет «одинокий первооткрыватель», превращается в популярную, коммерчески привлекательную туристическую достопримечательность. PC Primer описал игру как «расколотую» и «беззаботную». Критик MacGamer назвал Pyst первой пародийной видеоигрой и назвал её «слегка забавной, недолгой пародией без игрового компонента». Отрицательный отзыв оставила редакция Electric Games, сравнив Pyst с его старшим «собратом» Mylk, который получился лучшей пародией, был бесплатным и имел игровой процесс. Представитель Computer World с сарказмом заметил, что Pyst стала спасением для многих игроков, безнадёжно застрявших на острове Myst. Sunday Mirror решили, что персонаж Гудмана стал центральным элементом игры. Редакция Daily Mirror заметила, что Pyst — это лучшая альтернатива для тех, что зашёл в тупик в Myst, заметив, что «на самом деле это не настоящая игра, а … большое удовольствие». Представители Salon заметили, что Pyst наилучшим способом извлекает выгоду из разочарования многих игроков Myst, «не сумевших изучить этот таинственный и неуловимый Myst», а также указали на то, что «появление полномасштабных пародий», подобных этой, было признаком «засушливого упадка» в индустрии видеоигр.
Многие критики оставили разгромные отзывы. Например, представитель сайта PC Gamer заметил, что у Pyst есть две серьёзные проблемы: она совершенно не смешная пародия на Myst, а также не полноценная игра, а, скорее, серия последовательных изображений. Редактор Giant Bomb заметил, что в молодости ему не понравилась Pyst, так как он и не играл в Myst, заключив, что игра в итоге оказалась неумелой пародией. Пэркинсон с сайта Adventure Gamers писал, что игре не удалось «завоевать статус самого продаваемого объекта насмешек». Редакция BrutalMoose предположила, что за игрой в целом стояла интересная идея, но плохо исполненная. Рецензент с сайта Game Revolution дал игре максимальной низкую оценку, назвав её «жалкой». Entertainment Weekly описала игру, как «шумную драку против культовой классики», сравнивая её с небрежным комиксом 201 Min. of a Space Idiocy из журнала Mad, являющимся пародией на «Космическую одиссею 2001 года». Представители журнала PC Multimedia & Entertainment изначально думали, что Pyst — это крайне «глупая идея», но, поиграв, они пришли к выводу, что это просто «очень забавная мультимедийная презентация» (но не игра). Редакция The Daily Pennsylvanian завершила свой обзор, заметив что, если Myst втягивала игрока, Pyst «просто отсасывала». Энди Олдфилд с сайта The Independent считал, что игра была просто «серией каламбура и визуальных шуток», а не настоящей пародией. HardcoreGamer101 указал на то, что длительность игры составляет всего лишь 30 минут.

## Наследие
Pyst принято считать самой первой пародийной игрой и первой пародией на Myst. Тем не менее ранее Барт Голд с помощью Macromedia Director выпустил бесплатную игру под названием Mylk. Сюжет этой игры включает в себя «молочную корову, падающую через щель на ранчо». Статья Stories in Between: Narratives and Mediums @ Play причисляет Pyst, Mysty, Missed и Mylk к четырём пародийным играм, основанным на серии Myst. Разработкой игры The Mysterious World of Missed или просто Missed занимался Джейсон Блумберг. Редакция 100 Videogames отметилa, что успех Myst «лучше всего демонстрируется количеством созданных на него пародий». Дэниел Розен из компании Built To Play полагает, что Pyst, несмотря на свой сатирический жанр, стала первым примером исследовательской игры с минимальным количеством действий и предшественницей таких видеоигр, как Gone Home и Dear Esther.
Демонстрация запланированного сиквела к Pyst — Driven (намёк на сиквел Myst Riven) была доступна на дисках более поздних игр от Parroty Interactive, включая переиздание игры Pyst Special Edition. Driven обладала улучшенной графикой и имела большую свободу передвижения. Тем не менее игра так и не была выпущена, так как компания Palladium Interactive была выкуплена The Learning Company в 1998 году, и та приступила к роспуску Parroty Interactive до того, как та закончила разработку.